# 超級小偷
《超級小偷》（日语：スーパー・クルックス）是一部2021年日本犯罪動作動畫劇集，改編自馬克·米勒創作的同名漫畫。該劇由BONES製作。

## 角色
強尼·博特（Johnny Bolt，聲：津田健次郎）
超能力：人體發電、電力控制
小偷，囚犯編號0053839。出獄後打算幹下最後一票搶案就金盆洗手。
凱西·安（Kasey An，聲：坂本真綾）
超能力：潛意識催眠，也有辦法破壞人腦使其成為廢人。
強尼的搭檔兼前女友。
克里斯多福·馬茨（Christopher Matts，聲：家中宏）
超能力：
卡麥／熱浪（Carmine / The Heat，聲：木村靖司）
角鬥士（Gladiator，聲：瀧正則）
非常強壯，是同性戀。
喬許／幽靈（Josh / The Ghost，聲：諏訪部順一）
能像幽靈一樣穿過牆壁。
沙羅曼達（Salamander，聲：江川央生）
TK·麥凱布（TK McCabe，聲：竹本英史）
可以自由操控大量物體飄浮移動。
羅迪·迪索（Roddy Diesel，聲：稻田徹）
身體可以再生，平時和山米打地下擂台。對於四次元空間研究有興趣。
山米·迪索（Sammy Diesel，聲：木村昴）
身體可以再生，喜歡女人。
羅馬禁衛軍（Praetorian，聲：羽多野涉）
超能力：隨機超能力（有200種以上）
預測者（Forecast，聲：KENN）
可以自由控制天氣。

## 集數列表
| 集數                                                                                               | 標題                                | 首播日期       |
| -------------------------------------------------------------------------------------------------- | ----------------------------------- | -------------- |
| I                                                                                                  | 電光男孩 Electro Boy                | 2021年11月21日 |
| 平凡的男孩強尼·博特忽然發現自己可以控制電力！玩了一陣後，他開始測試這項新能力的極限。              |                                     |                |
| II                                                                                                 | 凱西 Kasey                          | 2021年11月21日 |
| 強尼一出獄就和幾位超級反派的老朋友見面，他們企圖拉他加入誘人的珠寶竊案。                           |                                     |                |
| III                                                                                                | 人山 Man Mountain                   | 2021年11月21日 |
| 行竊計畫出了差錯，強尼一夥人在舊金山街頭被警方和超級英雄追著跑。                                   |                                     |                |
| IV                                                                                                 | 羅馬禁衛軍 Praetorian               | 2021年11月21日 |
| 強尼等人被超級英雄「羅馬禁衛軍」逮個正著，對方用他看似無限的力量對他們嚴刑拷打。                   |                                     |                |
| V                                                                                                  | 熱浪 The Heat                       | 2021年11月21日 |
| 卡麥在芝加哥將強尼和凱西介紹給其他超級反派認識。這幫傢伙身懷特殊能力，又還低調無名氣，故雀屏中選。 |                                     |                |
| VI                                                                                                 | 角鬥士 The Gladiator                | 2021年11月21日 |
| 卡麥一夥人偷走一架飛機，飛去拯救TK。TK被困在一架戒備森嚴且由角鬥士保護的飛機上。                   |                                     |                |
| VII                                                                                                | 超級監獄 The Supermax               | 2021年11月21日 |
| 在等最後成員出現的同時，卡麥向大夥兒告知他的計畫，並給他們最後退出的機會。                         |                                     |                |
| VIII                                                                                               | 正義同盟 The Union of Justice       | 2021年11月21日 |
| 襲擊正義同盟總部的前一晚，強尼和凱西提早慶祝，並說好完成這樁竊案後就要遠走高飛。                   |                                     |                |
| IX                                                                                                 | 歐洛克伯爵 Count Orlok              | 2021年11月21日 |
| 與老朋友羅馬禁衛軍正面交戰時，卡麥一行人這才發現他們犯了大錯，所以只好隨機應變。                   |                                     |                |
| X                                                                                                  | 卡麥 Carmine                        | 2021年11月21日 |
| 強尼的超級反派老朋友帶他出去慶祝一番，但他們故技重施，又想拉他最後再做一次蠢事。                   |                                     |                |
| XI                                                                                                 | 華麗花崗岩賭場 Casino Grand Granite | 2021年11月21日 |
| 為了救出卡麥，強尼利用他在超級監獄服刑時得到的情報策劃另一樁竊案，並試著說服大夥兒再幹一票。       |                                     |                |
| XII                                                                                                | 混蛋 The Bastard                    | 2021年11月21日 |
| 凱西和羅迪假扮成教授與馬茨先生會面，卡麥、強尼、TK和喬許則同時在賭場探勘地形。                     |                                     |                |
| XIII                                                                                               | 超級小偷 SUPER CROOKS               | 2021年11月21日 |
| 馬茨先生派出羅馬禁衛軍阻止強尼一夥人，但這次超級反派陣營有角鬥士助陣。                             |                                     |                |

## 製作人員
- 原案：馬克·米勒
- 原作：馬克·米勒、萊尼爾·弗朗西斯·宇（英语：Leinil Francis Yu）《超級小偷》
- 導演：堀元宣
- 系列構成：佐藤大
- 人物設定：三谷高史
- 音樂：TOWA TEI
- 動畫製作：BONES
- 發行：Netflix

## 外部連結
- 互联网电影数据库（IMDb）上《超級小偷》的资料（英文）
- 爛番茄上《超級小偷》的資料（英文）
- 在Netflix上觀看《超級小偷》